# Mesiotelus maderianus
Espèce
Mesiotelus maderianus est une espèce d'araignées aranéomorphes de la famille des Liocranidae.

## Distribution
Cette espèce est endémique de Madère au Portugal.

## Étymologie
Son nom d'espèce lui a été donné en référence au lieu de sa découverte, Madère.

## Publication originale
- Kulczyński, 1899 : Arachnoidea opera Rev. E. Schmitz collecta in insulis Maderianis et in insulis Selvages dictis. Bulletin international de l'Académie des Sciences de Cracovie, Classe des Sciences Mathématiques et Naturelles (Rozprawy i Sprawozdania z Posiedzeń Wydziału Historyczno–Filozoficznego Akademii Umiejętności Kraków), vol. 36, p. 319-461.